# SC Esmoriz
Der Sporting Clube de Esmoriz oder kurz SC Esmoriz ist ein Sportverein in der portugiesischen Stadt Esmoriz, im Distrikt Aveiro.

## Geschichte
Der Verein wurde 1932 gegründet. 2002 stieg er als Meister der III Divisão - Série C in die II. Divisão (Série B bzw. Centro) auf, der er lange angehörte. Nach finanziellen Problemen 2011 startete der Klub ab der Saison 2011/12 in der 1ª Divisão do Campeonato Distrital da A.F Aveiro, der zweiten Liga des Distriktverbandes Aveiro. Später stieg er in die erste Distriktliga auf, wo er weiter um den Aufstieg in die dritte portugiesische Liga spielt, den Campeonato Nacional de Seniores (Stand 2014/15).